# Skalna Brama (Karkonosze)
Skalna Brama (niem. Tonsteine) – grupa granitowych skałek w Sudetach Zachodnich, w paśmie Karkonoszy.
Skałki położone są w południowo-zachodniej Polsce, w Sudetach Zachodnich, w zachodniej części Karkonoszy, w bocznym grzbiecie, odchodzącym od Mumlawskiego Wierchu na północ i północny zachód, na północny zachód od Rozdroża pod Przedziałem.
Jest to zgrupowanie skałek, składające się z kilku granitowych ostańców o wysokości dochodzącej do 10 m. Położone na wysokości około 1003 m n.p.m.
Można tu obserwować spękania biegnące w trzech kierunkach oraz nieregularne (cios granitowy), „wietrzenie materacowe” oraz kociołki wietrzeniowe.